# Min mors slot
Min mors slot er en fransk film fra 1990, som indgår i serien om Marcel Pagnols barndom.

## Handling
Eventyret fortsætter i Min mors slot. Feriehytten, som vi blev præsenteret for i Min fars store dag udgør en større og større del af familiens liv, da man nu tager dertil så ofte det er muligt. Vejen er imidlertid lang og besværlig, men der er måder, man kan skyde genvej på. Men er de nu helt lovlige ? Marcel møder også kærligheden for første gang i mødet med den skønne, Isabelle, der i kærlighedens navn, får Marcel til at gøre de særeste ting, til stor undren for såvel sin lillebror som for Lili, som vi også møder denne gang.

## Medvirkende
- Philippe Caubère – Joseph Pagnol
- Nathalie Roussel – Augustine Pagnol
- Didier Pain – Onkel Jules
- Thérèse Liotard – Tante Rose
- Julien Ciamaca – Marcel Pagnol
- Victorien Delamare – Paul Pagnol
- Joris Molinas – Lili des Bellons
- Julie Timmerman – Isabelle Cassignole
- Paul Crauchet – Edmond des Papillons
- Philippe Uchan – Bouzigue
- Patrick Préjean – Dominique, gartneren
- Pierre Maguelon – François